# Варцла
Варцла (груз. ვარცლა) — село в Грузии, в муниципалитете Душети края Мцхета-Мтианети. 

## География
Село расположено в центральной части края, в 19 километрах по прямой к востоку от центра муниципалитета Душети. Высота центра — 1260 метров над уровнем моря.

## Население
По данным переписи населения 2014 года, в селе проживало 4 человека.
| Год  | Население |
| ---- | --------- |
| 2002 | 11        |
| 2014 | 4         |